# Клаудіо Спінеллі
Клаудіо Пауль Спінеллі (ісп. Claudio Paul Spinelli; нар. 21 червня 1997, Буенос-Айрес, Аргентина) — аргентинський футболіст, нападник клубу «Олександрія». Має також італійське громадянство.

## Життєпис
Вихованець клубу «Тігре». 25 березня 2017 року матчі проти «Росаріо Сентраль» дебютував в аргентинській Прімері. Влітку того ж року для отримання ігрової практики перейшов в оренду до «Сан-Мартін Сан-Хуан», оскільки на нього не розраховував головний тренер «Тігре» Рікардо Карузо Ломбарді. 27 серпня в матчі проти «Патронато» дебютував за нову команду. 12 лютого 2018 року в поєдинку проти «Атлетіко Тукуман» Спінеллі забив свій перший м'яч за «Сан-Мартін Сан-Хуан». У 13 матчах Клаудіо відзначився 7 голами.
У липні 2018 року уклав договір з представником італійської Серії A «Дженоа». За 80 % трансферних прав італійці заплатили близько 3,6 мільйони євро. Проте вже 14 серпня 2018 року аргентинець відправився в оренду до клубу Серії B «Кротоне». Дебютував за «Кротоне» у Серії B 26 серпня 2018 року в поєдинку проти «Читтаделли», в якому на 82-й хвилині замінив Давіде Фараоні. 20 серпня 2018 року в поєдинку проти «Падови» вперше вийшов у стартовому складі, а на 12-й хвилині відзначився дебютним голом, чим допоміг «Кротоне» здобути перемогу з рахунком 2:1.
30 січня 2019 року Спінеллі відправився в оренду до аргентинського клубу «Архентінос Хуніорс», яка була розрахована до 30 червня 2019 року. Першим голом у складі «Архентінос Хуніорс» відзначився 5 березня 2019 року, чим допоміг здобути перемогу (4:1) над «Дуглас Гейгом» у кубку Аргентини. Другим голом у складі клубу відзначився 14 квітня 2019 року у переможному (3:2) поєдинку проти «Індепендьєнте» у кубку Суперліги.
У липні 2019 року перейшов у річну оренду до «Хімнасії і Есгріми» з можливістю придбання за 2,8 мільйона євро, де провів наступний сезон, після чого 1 жовтня 2020 року перейшов на сезон в оренду до словенської команди «Копер».
19 липня 2021 року перейшов на правах оренди до «Олександрії».

## Стиль гри
Виступає на позиції центрального нападника.
Його прізвисько Пінтіта або аргентинський Бекхем.

## Статистика виступів

### Клубна
| Сезон             | Команда              | Чемпіонат         | Чемпіонат | Чемпіонат | Нац. кубок | Нац. кубок | Нац. кубок | Конт. кубок | Конт. кубок | Конт. кубок | Інші кубки | Інші кубки | Інші кубки | Загалом | Загалом | Загалом |
| Сезон             | Команда              | Змаг.             | Матчі     | Голи      | Змаг.      | Матчі      | Голи       | Змаг.       | Матчі       | Голи        | Змаг.      | Матчі      | Голи       | Матчі   | Голи    |         |
| ----------------- | -------------------- | ----------------- | --------- | --------- | ---------- | ---------- | ---------- | ----------- | ----------- | ----------- | ---------- | ---------- | ---------- | ------- | ------- | ------- |
| 2016-2017         | «Тігре»              | ПД                | 2         | 0         | КА         | 0          | 0          | -           | -           | -           | -          | -          | -          | 2       | 0       |         |
| 2017-2018         | «Сан-Мартін»         | ПД                | 13        | 7         | КА         | 0          | 0          | -           | -           | -           | -          | -          | -          | 13      | 7       |         |
| 2018-січ. 2019    | «Кротоне»            | B                 | 6         | 1         | КІ         | 0          | 0          | -           | -           | -           | -          | -          | -          | 6       | 1       |         |
| січ.-лип. 2019    | «Архентінос Хуніорс» | ПД                | 0         | 0         | КА         | 0          | 0          | ПК          | 0           | 0           | -          | -          | -          | 0       | 0       |         |
| Усього за кар'єру | Усього за кар'єру    | Усього за кар'єру | 21        | 8         |            | 0          | 0          |             | 0           | 0           |            | -          | -          | 21      | 8       |         |

## Титули і досягнення
- Володар Кубка Уругваю: 2024